# Левін Ісаак Ілліч
Ісаак Ілліч Левін (рос. Исаак Ильич Левин, 12 липня 1887, Київ — 25 квітня 1945, Нью-Йорк) — американський та російський економіст, банкір та історик економіки. Доктор політекономії Фрайбурзького університету. Друкувався під псевдонімом Джек Ф. Нормано (англ. John Frederic Normano).

## Біографія
Народився в Києві. Виріс в російсько-українській єврейській громаді. Закінчив Київську 2-у гімназію, після чого вступив на економічне відділення Санкт-Петербурзького політехнічного інституту, де його викладачем був Петро Бернгардович Струве. У 1905 році перервав навчання і поїхав в Лейпциг. У 1906 році відновив заняття в Політехнічному інституті і закінчив навчання в 1910 році.
За кордоном відвідував семінари в університетах Фрайбурга, Лейпцига і Мюнхена. Друкувався в «Известиях Общества финансовых реформ», Русской мысли, Русских ведомостях, Русской молве, Руси. Автор статей про синдикати, банки в Росії.
Левін займався банківською діяльністю. Політично був близький до Конституційно-демократичної партії. Для газети «Наш век» написав критичну статтю про економічне мислення Леніна.
Під час громадянської війни емігрував. Виїхав з Росії до Фінляндії і переїхав до «російського Берліна» в 1921 році. Там до 1926 року він накопичив достатній капітал для придбання приватного банку. До 1929 року жив в Німеччині, де був власником банку, який збанкрутував у 1929 році. Потім поїхав до Франції, а звідти до Бразилії і США.
Він виїхав до Бразилії з підробленим наспортом на ім'я 40-річного Джона Фредеріко Нормано. Ця підробка паспорта була потрібна, щоб він міг отримати посаду молодшого вченого в Гарварді. Він став заступником директора Гарвардського бюро економічних досліджень у Латинській Америці та опублікував книгу, яку деякі вважають необхідною для теорії економічного розвитку Бразилії. У грудні 1932 року було виявлено його справжню особу. Після приходу нацистів до влади «справа Нормано» призвела до зовнішньополітичного конфлікту. Міністерство закордонних справ Німеччини вимагало його екстрадиції, але на уряд США тиснула єврейська громада. Левіна не екстрадували з США, але вигнали з Гарварду. Станом на 1941 рік він зосередився на читанні лекцій та дослідженнях з акцентом на тихоокеанських територіях. У літературі сталінських часів його лише коротко згадували в системній ідеологічній класифікації.
У 2010 році в Москві про нього вийшла книга з перевиданням творів.

## Вибрані твори
- Наша сахарная промышленность (Санкт-Петербург, 1908)
- Свекло-сахарная промышленность в России (Санкт-Петербург, 1910)
- Левин И. И. Акционерные коммерческие банки в России. — М.: Дело, 2010. — 512 с. — ISBN 978-5-7749-0618-5
- Normano, J. F.: The Struggle for South America. Economy and Ideology, London 1931 and Boston 1931(re-edited Westport 1973). Brazilian edition: A Luta pela América do Sul, São Paulo 1944.
- Normano, J. F.: Brazil — A Study of Economic Types, Chapel Hill 1935 (re-edited: New York 1968). Brazilian edition:
- Normano, J. F.: Evolução econômica do Brasil, São Paulo 1939 (re-edited São Paulo 1945, São Paulo 1975).
- Normano, J. F.: The Spirit of American Economics, New York 1943.
- Normano, J. F.: Asia between Two World Wars, New York 1944.
- Normano, J. F.: The Spirit of Russian Economics, New York 1945.